# Escobaria
Genre
Classification phylogénétique
Escobaria est un genre de la famille des Cactaceae. Il regroupe 23 espèces de cactus voisins des genres  Mammillaria et Coryphantha, originaires du Canada, de l'ouest des États-Unis et du nord du Mexique, ainsi qu'une espèce à Cuba. 

## Description
De croissance lente, ses espèces peuvent rester solitaires ou former des touffes compactes de plusieurs centaines de têtes.
Le corps ne présente pas de côtes, mais des mamelons surmontés d'épines courtes, recouvrant presque totalement la plante, sans aiguillon central distinct. 

## Floraison
La floraison qui survient au printemps nécessite un hiver froid. 
Les fleurs, de couleur rose ou jaune apparaissent au sommet de la plante. Elles sont souvent de grande taille mais présentent souvent la particularité de ne pas s'ouvrir totalement. 
Le fruit, une baie arrondie de couleur rouge ou brune, demande un an pour arriver à maturité. 

## Résistance au froid
Certaines espèces comme Escobaria missouriensis, Escobaria vivipara ou Escobaria sneedii sont extrêmement résistantes au froid, pouvant supporter des températures hivernales de -−20 °C voire jusqu'à -−43 °C et font partie, à ce titre, des cactées les plus résistantes au froid. 

## Taxonomie
Le genre Escobaria est placé dans la tribu des Cacteae dans plusieurs classifications, notamment la classification phylogénétique.

## Liste d'espèces
- Escobaria albicolumnaria Hester
- Escobaria alversonii (J.M.Coult.) N.P.Taylor
- Escobaria chihuahuensis Britton & Rose
- Escobaria cubensis (Britton & Rose) D.R.Hunt
- Escobaria dasyacantha (Engelm.) Britton & Rose
- Escobaria deserti (Engelm.) Buxb.
- Escobaria duncanii (Hester) Backeb.
- Escobaria emskoetteriana (Quehl) Borg
- Escobaria guadalupensis S.Brack & K.D.Heil
- Escobaria hesteri (Y.Wright) Buxb.
- Escobaria laredoi (Glass & Foster) N.P.Taylor
- Escobaria lloydii Britton & Rose
- Escobaria minima (Baird) D.R.Hunt
- Escobaria missouriensis (Sweet) D.R.Hunt
- Escobaria orcuttii Boed.
- Escobaria organensis (Zimmerman) Castetter, P.Pierce & K.H.Schwer.
- Escobaria robbinsiorum (W.Earle) D.R.Hunt
- Escobaria sandbergii Castetter, P.Pierce & K.H.Schwer.
- Escobaria sneedii Britton & Rose (Synonyme E. leei)
- Escobaria tuberculosa (Engelm.) Britton & Rose
- Escobaria villardii Castetter, Pierce et Schwerin
- Escobaria vivipara (Nutt.) Buxb.
- Escobaria zilziana (Boed.) Backeb.